# David Larible
David Larible est un clown italien, né à Vérone le 23 juin 1957.

## Biographie
Issu d'une famille d'artistes de cirque, il décide à l'âge de 8 ans de devenir clown. Il prend des cours de musique, de danse, s'entraîne au jonglage... Grâce à tout ce travail, David Larible devient un artiste complet. Parmi ses références, on retrouve Charlie Chaplin, Charlie Rivel ou encore Grock.
Il chante souvent dans ses numéros, montrant alors au public l'étendue de sa voix de ténor.
Considéré comme l'un des plus grands clowns du monde, il a été surnommé "le clown des clowns" par le prestigieux New York Times.
David Larible a été récompensé à deux reprises au Festival International du Cirque de Monte-Carlo, remportant un clown d'argent en 1988 puis un clown d'or en 1999, distinction suprême dans le monde du cirque.
Il s'est produit dans les plus prestigieux cirques à travers le monde tels que Barnum durant des années, puis chez Roncalli en Allemagne. Plus récemment, on le retrouvait sur la piste du Cirque d'Hiver Bouglione en 2015 et il a également été la tête d'affiche de plusieurs tournées du Cirque Knie.
Il apparaît fréquemment  à la télévision française, notamment sur France 2 dans l'émission Le Plus Grand Cabaret du monde.
Il est inculpé puis condamné pour actes d'ordre sexuel avec enfant et de harcèlement sexuel par le tribunal de district de Zurich en Suisse en août 2017.